# Svitlana Zalisjtjuk
Svitlana Zalisjtjuk (ukrainska: Світлана Заліщук, engelska: Svitlana Zalishchuk), född 24 oktober 1982, är en ukrainsk politiker, journalist, människorättskämpe och tidigare ledamot av det ukrainska parlamentet. Hon är sedan juli 2025 Ukrainas ambassadör i Sverige.

## Biografi
Zalisjtjuk tog 2006 en masterexamen i journalistik vid Nationella Taras Sjevtjenko-universitetet i Kiev. Sommaren 2008 deltog hon i John Smith Trust fellowship-program i Storbritannien, ett utbildningsprogram avsett att ge insikter i värderingar och arbetssätt för institutioner i UK. Sommaren 2011 deltog hon i Draper Hills Summer Fellow Program vid Stanford University i Kalifornien vid deras Center on Democracy, Development and the Rule of Law.
Zalisjtjuk var en av flera betydelsefulla ledare för Euromaidan-protesterna i Ukraina som startade 2013 och ledde till värdighetsrevolutionen 2014 och början på demokratiska reformer. I egenskap av verkställande direktör för Centre UA koordinerade hon den största (i ukrainsk och regional historia) och mest inflytelserika Facebooksidan Euromaidan. Sidan spelade en avgörande roll i revolutionen som en huvudsaklig källa till information för de protesterande, med en daglig publik på upp till 4 miljoner läsare.
I parlamentsvalet i Ukraina 2014 invaldes hon som ledamot för Petro Porosjenko-blocket. I augusti 2016 lämnade hon Petro Poroshenko-blocket tillsammans med Serhiy Leshchenko(en) och Mustafa Nayyem(en) men behöll sin plats i parlamentet. I parlamentsvalet 2019 ställde hon upp som oberoende kandidat i en enmansvalkrets i Cherkasy oblast, men blev inte omvald. Efter valet var hon inledningsvis utrikespolitisk rådgivare till premiärminister Oleksiy Honcharuk. 
År 2015 var Zalisjtjuk en av de två första parlamentsledamöterna i Ukraina som offentligt anslöt sig till HBTQ-pride, tillsammans med Serhiy Leshchenko.
I juli 2025 utsågs Zalisjtjuk till Ukrainas ambassadör i Sverige, där hon efterträdde Andrii Plakhotniuk som utsetts till Ukrainas ambassadör i Kanada.

## Utmärkelser
- 2016 – Anna Lindh-priset för bland annat sina insatser som grundare till Centre UA (Centre of United Actions), en organisation som samlar medborgare och fristående organisationer i Ukraina.[10]